# Türkoğlu, Merzifon
Türkoğlu là một xã thuộc huyện Merzifon, tỉnh Amasya, Thổ Nhĩ Kỳ. Dân số thời điểm năm 2010 là 21 người.